# Эрхард, Вернер (мыслитель, писатель)
Вернер Ханс Эрхард (ранее Джон Пол Розенберг; род. 5 сентября 1935, Филадельфия, Пенсильвания):7 — американский писатель и лектор, известный тем, что основал организацию Эст тренинг (англ. est Training), продвигавшую свои лекции с 1971 по 1984 год:xiv. В 1985 году Эрхард заменил Эст тренинг программой под названием «Форум». С 1991 года «Форум» поддерживается в актуальном состоянии, и до сих пор проводится компанией «Образование Лэндмарк». Эрхард писал статьи, читал лекции и вёл курсы по самосовершенствованию.
В 1977 году Эрхард при поддержке Джона Денвера, Роберта У. Фуллера и других основал проект «Голод», неправительственную организацию, аккредитованную ООН, в которой приняли участие более четырёх миллионов человек, с целью установить «конец голода как идею, время которой пришло».
В 1991 году Эрхард ушел из бизнеса и продал свою интеллектуальную собственность своим сотрудникам, организовавшим затем компанию «Образование Лэндмарк», переименованную в 2013 году в Landmark Worldwide.

## Ранние годы
Джон Пол Розенберг родился в Филадельфии, штат Пенсильвания, 5 сентября 1935 года:6. Его отец был владельцем небольшого ресторана; он оставил иудаизм ради участия в баптистской миссии, а затем присоединился к своей жене, которая была частью епископальной общины:6, где она преподавала в воскресной школе:6. Они договорились, что их сын должен выбрать свою религию, когда он станет достаточно взрослым:6. Он решил креститься в Епископальной церкви, служил там восемь лет прислужником:6 и с тех пор остаётся в этой конфессии.
Розенберг учился в средней школе Норристауна в Норристауне, штат Пенсильвания, где он получил награду по английскому языку на последнем курсе :25,29. Он получил высшее образование в июне 1953 года вместе со своей будущей женой Патрицией Фрай,:30 на которой он женился 26 сентября 1953 года:40; у них было четверо детей.
С начала середины 1950-х до 1960-х годов Розенберг работал в различных автомобильных представительствах. Он начинал с дилерского центра Ford, где его обучал Ли Якокка; затем в Lincoln Mercury и, наконец, Chevrolet; развивал компанию по поставкам промышленного оборудования:42.
В 1960 году Розенберг оставил Патрисию и их детей в Филадельфии. Он переехал с Джун Брайд :57 в Индианаполис и изменил своё имя на «Вернер Ганс Эрхард». Он выбрал имя по статьям журнала Esquire, в которых он читал о министре экономики Западной Германии Людвиге Эрхарде и физике Вернере Гейзенберге:57–58. Брайд сменила имя на Эллен Вирджиния Эрхард:53. Эрхарды переехали в Сент-Луис, где Вернер устроился продавцом автомобилей:54,55.
После того, как Эрхард уехала, Патриция Розенберг и их четверо детей финансово полагались на пособие и помощь семьи и друзей. После пяти лет отсутствия контактов с Эрхардом Патрисия Розенберг развелась с ним и вышла замуж за другого:226.
В октябре 1972 года, через год после создания Erhard Seminars Training, Эрхард связался со своей первой женой и семьёй, договорился о материальной поддержке и обучении детей в колледже, а также компенсировал родителям Патриции их затраты на финансовую поддержку:335. Между 1973 и 1975 годами члены его большой семьи прошли тренинг «est», а Патриция и его младшие братья и сестры устроились на работу в компанию est:242,243.

## Карьера

### Журнал Parents
В 1961 году Эрхард начал продавать заочные курсы на Среднем Западе. Затем он переехал в Спокан, штат Вашингтон]:85, где он работал в программе «Великие книги» Британской энциклопедии в качестве регионального менеджера по обучению. В январе 1962 года Эрхард начал работать в культурном институте журнала Parents, подразделении WR Grace & Co. :112 Летом 1962 года он стал региональным менеджером в Калифорнии, Неваде и Аризоне и переехал в Сан-Франциско, а весной 1963 года в Лос-Анджелес. :82–106 В январе 1964 года его работодатель, Parents Magazine, перевел его в Арлингтон, штат Вирджиния, в качестве менеджера юго-восточного подразделения, но после спора с президентом компании он вернулся на свою предыдущую должность менеджера подразделения западного побережья в Сан-Франциско. :53:117–138 В течение следующих нескольких лет Эрхард привлек est многих сотрудников Parents Magazine; в том числе Элейн Кронин, Гоннеке Спитс и Лорел Шеаф.